# カコフォニー (バンド)
カコフォニー（Cacophony）は、1986年に結成されたアメリカ合衆国のヘヴィメタル・バンド。後にメガデスに加入するマーティ・フリードマンと、後にデイヴィッド・リー・ロスのバンドに参加するジェイソン・ベッカーが在籍していたことで知られる。

## 来歴
ベッカーはシュラプネル・レコーズ創設者のマイク・ヴァーニーにデモ・テープを送り、それが高く評価されたことから、フリードマンとのバンド結成を持ちかけられた。なお、フリードマンは以前にも、ハワイ名義のアルバム『One Nation Underground』（1983年）をシュラプネルから発表している。
ボーカリストのピーター・マリノは、1983年にシュラプネルからデビューしたバンド「Le Mans」のメンバーであった。なお、「Le Mans」のドラマーだったケニー・スタヴロプロスも、後にカコフォニーに参加している。
1987年にはデビュー・アルバム『スピード・メタル・シンフォニー』を発表し、同作は後に、『ギター・ワールド』誌のスタッフが選出した「速弾きアルバムの名盤トップ10」において9位にランク・インした。1988年には、フリードマンのソロ・アルバム『ドラゴンズ・キス』（カタログ番号：SH-1035）とベッカーのソロ・アルバム『パーペチュアル・バーン』（カタログ番号：SH-1036）を経て、カコフォニー名義でのセカンド・アルバム『ゴー・オフ』（カタログ番号：SH-1040）が発売され、レコーディングでは当時バッド・イングリッシュに在籍していたディーン・カストロノヴォがドラマーとして参加したが、同作に伴うツアーではケニー・スタヴロポーラスがドラムスを担当した。
カコフォニーは1989年に解散し、フリードマンは同年のうちにメガデスのオーディションを受けて、1990年2月には正式加入した。なお、フリードマンとベッカーはカコフォニー解散後も親交を保っており、フリードマンが2014年に発表したソロ・アルバム『インフェルノ』には、ベッカーとの共作による「ホラーズ」が収録され、ベッカーのアルバム『Triumphant Hearts』（2018年）にはフリードマンが妻の奥田日和と共にゲスト参加した。

## メンバー
- ピーター・マリノ - ボーカル
- マーティ・フリードマン、ジェイソン・ベッカー - リードギター、リズムギター
- ジミー・オーシェア - ベース（『ゴー・オフ』のレコーディングおよびツアーに参加）
- アトマ・アナー - ドラムス（『スピード・メタル・シンフォニー』に参加）
- ディーン・カストロノヴォ - ドラムス（『ゴー・オフ』のレコーディングに参加）
- ケニー・スタヴロポーラス - ドラムス（ツアー・メンバー）

## ディスコグラフィ
- 『スピード・メタル・シンフォニー』 - Speed Metal Symphony (1987年)
- 『ゴー・オフ』 - Go Off! (1988年)